# Дана, Ричард Генри
Ричард Генри Дана-младший (англ. Richard Henry Dana, Jr) (1 августа 1815 — 6 января 1882, Рим) — американский юрист, политический деятель и писатель.

## Биография
Внук Френсиса Даны, первого американского посланника в Россию ко двору Екатерины II, сын — Ричарда Генри Дана, поэта-романтика.
Описание морского путешествия, совершенного им в качестве простого матроса на паруснике из Атлантического океана в Тихий вдоль берегов Северной и Южной Америки, «Two Years Before the Mast» (1840), имело большой успех в Англии и Америке. Его книга «The seaman’s friend» (1841) упрочила за ним славу прекрасного знатока гражданского и морского права.
Ричард Генри Дана был членом собрания, пересматривавшего в 1858 году конституцию Массачусетса, и пользовался большим влиянием в республиканском движении.
Также написал «То Cuba and back» (1859) и «Letters on Italian unity» (1871).
В его честь был назван мыс и город в штате Калифорния.